# Victor de Persigny
Jean-Gilbert Victor Fialin, duc de Persigny, né le 11 janvier 1808 à Saint-Germain-Lespinasse et mort le 12 janvier 1872 à Nice, est un homme politique français du Second Empire.
Fidèle compagnon de Louis-Napoléon Bonaparte, il est l'un des principaux artisans de la restauration du régime impérial.
D'abord journaliste et militant bonapartiste, il participe aux tentatives de coup d'État de Strasbourg (1836) et de Boulogne (1840), avant d'orchestrer la campagne présidentielle victorieuse de Louis-Napoléon Bonaparte en 1848.
Après avoir contribué au succès du coup d'État du 2 décembre 1851, il occupe plusieurs fonctions importantes sous le Second Empire, notamment comme ministre de l'Intérieur (1852-1854, puis 1860-1863) et ambassadeur en Angleterre.
Fait duc en 1863, il se distingue également par son action en faveur du département de la Loire, dont il préside le conseil général de 1858 à 1870.

## Biographie
Jean-Gilbert Victor Fialin est le fils d'Antoine Fialin (1777-1810), receveur des finances et d'Anne Girard de Charbonnières (1771-1843),. 
Son père, ayant fait de mauvaises affaires, abandonne sa femme et ses deux enfants pour s'engager dans les armées impériales qui envahissent l'Espagne pendant la guerre d'indépendance espagnole. Devenu maréchal-des-logis-chef, il est admis à l'hôpital royal de Salamanque où il meurt le 12 décembre 1810, par suite de fièvres.
Le jeune Jean-Gilbert, orphelin de père, est élevé par son oncle maternel, monarchiste convaincu. Il obtient une bourse et entre au collège royal de Limoges. Il fait le choix d'une carrière militaire, est admis à l'École royale de cavalerie de Saumur, le 25 juillet 1826, et au bout de deux années sort major de promotion. Intégré au 4e régiment de hussards avec le grade de maréchal des logis, dans la compagnie de Théophile-Joachim-René Guillard de Kersausie dit le « capitaine Kersausie » (1798-1874), républicain, carbonaro et membre de la Conspiration La Fayette,.
Il prit part, avec lui, au mouvement insurrectionnel de juillet 1830 à Vannes où ils arborèrent le drapeau tricolore. Le rôle joué par son régiment en soutenant la révolution de Juillet fut regardé comme de l'insubordination. Jean-Gilbert Victor Fialin ne put rester dans l'armée, il fut mis en congé de réforme puis en congé définitif le 4 octobre 1831.
Jean-Gilbert Victor Fialin décide de monter à Paris et de se lancer dans le journalisme. Il collabore à plusieurs titres dont Le Courrier français et Le Spectateur Militaire. Il décide à cette époque de se présenter sous le nom de vicomte de Persigny, du nom d’une terre noble qu’avait possédée son grand-père près de Cremeaux, et titre que ses ancêtres auraient selon lui porté autrefois.
À cette même époque, il devient bonapartiste, notamment après la lecture du Mémorial de Sainte-Hélène. À l’époque, le bonapartisme est cependant loin de constituer une force politique crédible. Apanage des rescapés de la Grande Armée, rêve de quelques jeunes romantiques isolés dans la société bourgeoise de la monarchie de Juillet, l’Empire appartient davantage à l’histoire qu’à l'avenir.

### L'aventure bonapartiste
En 1834, alors qu'il voyage pour son journal dans le pays de Bade, il rencontre Jérôme Bonaparte, frère de Napoléon Ier. À la suite de cette entrevue, il fonde la revue bonapartiste L’Occident français, qui n’aura qu’un seul numéro. L’année suivante, en 1835, il fait la rencontre décisive de Louis-Napoléon Bonaparte, alors en exil à Arenenberg en Suisse. Il va dès lors être son compagnon d’exil et son aide de camp. Le futur Napoléon III est une véritable révélation pour lui. Ses sentiments politiques trouvent un cadre, le bonapartisme ; son incroyable énergie, un but : la restauration de l’Empire ; sa soif de fidélité, un homme, Louis-Napoléon.

#### La tentative de Strasbourg
Le 30 octobre 1836, secondé par le colonel Vaudrey, commandant le 4e régiment d'artillerie, il tente de gagner la garnison de Strasbourg à la cause bonapartiste. Après avoir soulevé la garnison, le but est de marcher sur Paris. Si les soldats du régiment d’artillerie de Strasbourg se soulèvent, les autres régiments ne se rallient pas et désarment les apprentis comploteurs. Tandis que le roi Louis-Philippe fait preuve de clémence en envoyant Louis-Napoléon Bonaparte en exil aux États-Unis, Jean-Gilbert Victor Fialin de Persigny, qui a réussi à s'échapper, ne baisse pas les bras : il inonde la presse d’articles et de communiqués, recrute de nouveaux partisans, récolte des fonds, jette les bases d’un embryon de parti.

#### La tentative de Boulogne
En 1840, la conjoncture lui semble favorable à une nouvelle tentative de complot : Adolphe Thiers et son cabinet viennent de décider le retour des cendres de l'île Sainte-Hélène. Louis-Napoléon Bonaparte qui est à Londres et Jean-Gilbert Victor Fialin de Persigny affrètent un navire dont ils confient le commandement à un ancien corsaire, compagnon de Surcouf. Avec une cinquantaine de leurs partisans dont le général de Montholon, ils débarquent à Boulogne-sur-Mer dont ils tentent en vain de rallier la garnison. Mais la confrontation tourne mal. Des coups de feu sont échangés, deux personnes sont tuées et la petite bande bonapartiste est arrêtée. Jean-Gilbert Victor Fialin de Persigny est condamné à vingt ans de détention à la citadelle de Doullens, peine rapidement atténuée, en 1843, pour raison de santé : atteint d’ophtalmie, il est transféré à l’hôpital militaire de Versailles. Il est libéré par la révolution française de 1848.
Pendant son emprisonnement, il écrit un ouvrage De la destination et de l'utilité permanente des Pyramides, publié en 1845, dans lequel il propose une hypothèse originale sur la fonction des pyramides d'Égypte en sus de leur usage de tombeaux.

« M. Fialin de Persigny utilisa les loisirs forcés que lui fit sa condamnation pour adresser, en 1844, à l'Académie des sciences un mémoire contenant ses idées particulières sur le but véritable que se proposèrent les Égyptiens en élevant les montagnes de pierre vulgairement appelées pyramides. Selon lui, ce furent là bien moins des monuments de l'orgueil des rois que des monuments d'utilité publique ; et ces gigantesques constructions étaient en réalité destinées à protéger la vallée du Nil contre l'invasion des sables du désert... Nous confesserons humblement notre incompétence sur cette grave question d'archéologie... et de physique. »

#### L'exercice du pouvoir

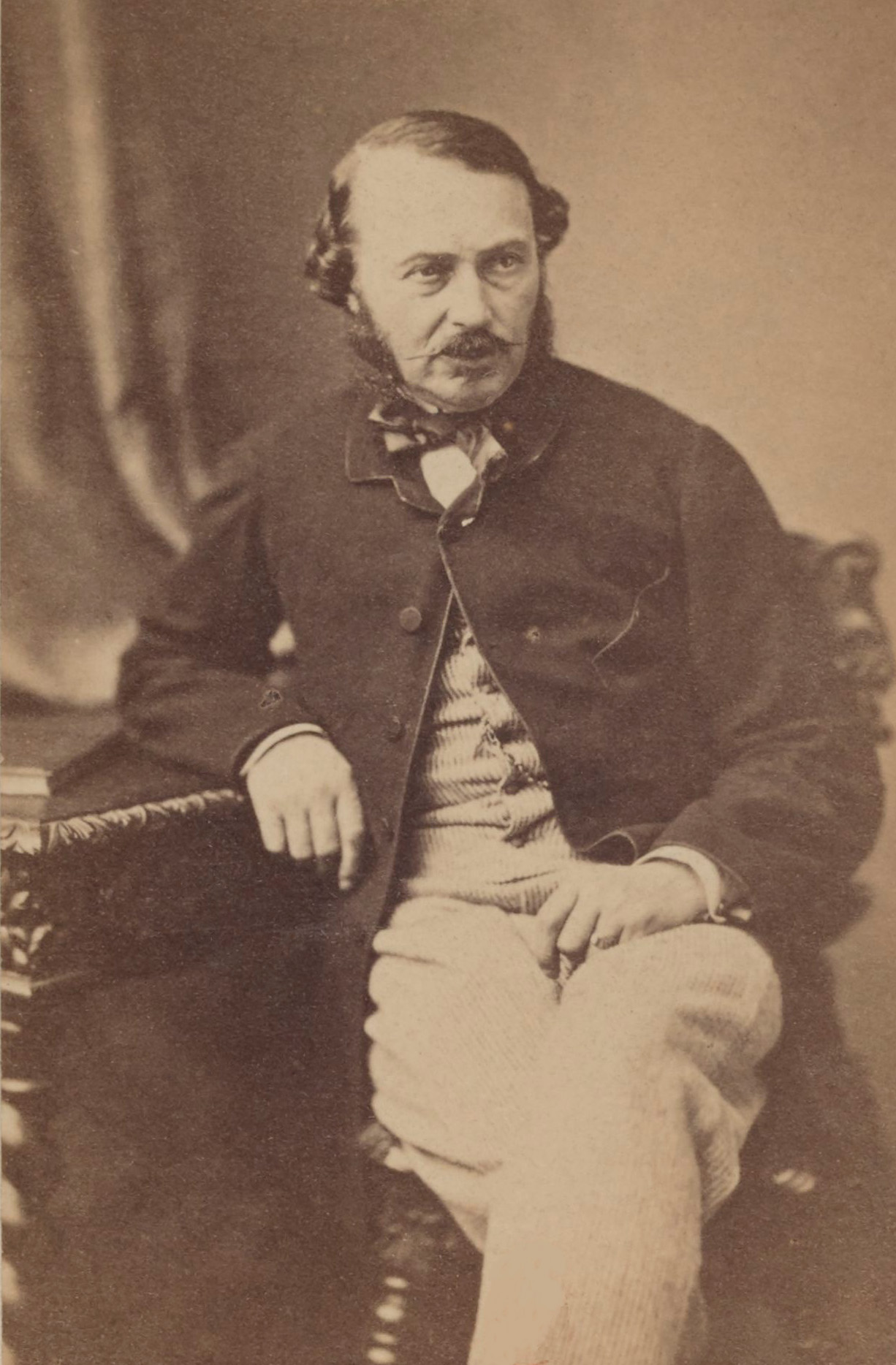
Photographie du duc de Persigny dans les années 1860 par Eugène Disdéri.

En 1848, il dirige la campagne qui amène l’élection à la présidence de Louis-Napoléon Bonaparte. Infatigable, il reconstitue ses réseaux, finance des journaux et sillonne la France, n’ayant de cesse que la nouvelle de la candidature de celui à qui il a voué sa vie soit connue dans le plus reculé des hameaux. Le 10 décembre 1848, Louis-Napoléon Bonaparte est ainsi élu premier président de la République française avec près de 75 % des voix.
Il est élu représentant le 13 mai 1849 à l'Assemblée législative par deux départements : la Loire qui l'élit septième sur neuf, et le Nord qui l'élit sixième sur vingt-quatre. Il opte pour le Nord et est remplacé dans la Loire, le 22 juillet 1849, par le général Delmas de Grammont. La même année, il est ambassadeur en Allemagne pendant un an.
Il commence à organiser, à l’Assemblée législative, un parti bonapartiste, parti du président. Victor de Persigny est membre du comité de la rue de Poitiers. Lors du coup d'État du 2 décembre 1851, il est à la tête du 42e régiment de ligne où il est chargé avec le colonel Espinasse de la prise du Palais Bourbon par la troupe, ce qui ouvre les portes du pouvoir à Louis-Napoléon Bonaparte.
Le nouveau régime dans lequel il s’apprête à jouer un rôle éminent se met en place. Le 22 janvier 1852, il est nommé ministre de l’Intérieur, poste qu'il conserve jusqu’en avril 1854. En cette qualité, le lendemain du coup d'État, il est un des plus ardents partisans politiques du rétablissement de l'Empire. Il paraît que Victor de Persigny demande aux préfets de faire crier « Vive l'Empereur » au lieu de « Vive le Président » lors des visites officielles de Louis-Napoléon Bonaparte. Il occupe aussi les fonctions de ministre du Commerce et de l'Agriculture de janvier 1852 à juin 1853. Puis il est ambassadeur à Londres de 1855 à 1858 et de 1859 à 1860. Il est rappelé au ministère de l'intérieur de 1860 à 1863. Il y contrôle la presse et décide de la ligne des journaux officieux du régime comme Le Constitutionnel ou Le Pays. Ses idées, comme celles du prince Napoléon, cousin de l'empereur, sont favorables aux révolutionnaires italiens bien qu'en 1859 il se soit prononcé contre la guerre d'Italie ; il presse l'empereur de leur abandonner Rome. C'est Victor de Persigny qui trouvera les moyens pour financer les travaux haussmanniens à Paris.
Il épouse, le 27 mai 1852 à Paris, Eglé Ney de La Moskowa (1832-1890), Fille de Napoléon Joseph Ney et d'Albine Marguerite Lafitte, petite-fille du maréchal Ney et du banquier Jacques Laffitte, de vingt-quatre ans sa cadette. À cette occasion, il reçoit 500 000 francs et le titre de comte. 
Il est ensuite appelé au Sénat le 31 décembre 1852 puis devient maire de Chamarande (Seine-et-Oise), où il a acheté en 1858 le château du dernier marquis de Talaru.
Son caractère autoritaire lui dresse en rival Charles de Morny auquel il a succédé en 1852. L'impératrice Eugénie le déteste car il avait désapprouvé son choix comme impératrice ; on prête à Jean-Gilbert Victor Fialin de Persigny cette déclaration faite à l'empereur en 1850 : « Ce n’est pas la peine d’avoir risqué le coup d’État avec nous pour épouser une lorette ! ».
Victor de Persigny fut président de la Société de géographie de 1862 à 1863.
Il prépare les élections de mai 1863 avec despotisme en s'employant à obtenir une chambre docile. Seuls les candidats qu'il avalise peuvent se déclarer « indépendants ». En même temps, il éloigne les candidats catholiques et ne représente pas plusieurs députés. Il ne prévoit ni ne prévient le succès électoral de l'opposition. Il conseille alors à Napoléon III de gouverner sans chambre mais, tenu responsable de la défaite, il est écarté. On médit alors de lui ainsi : « Il finira sur la paille car il a déjà sa litière (sali Thiers) ».
Il est élevé duc de Persigny par décret impérial du 9 septembre 1863.

### L'attachement à sa terre natale
Victor de Persigny devient président du conseil général de la Loire en 1858 : il assume cette charge jusqu'en 1870. Il y déploie une extraordinaire énergie. Le percement du canal du Forez, la création de la Société historique et archéologique du Forez (La Diana), la mise en place d’un fonds de secours pour les victimes des débordements de la Loire, la poursuite de l’essor industriel du département, le transfert de la préfecture de Montbrison à Saint-Étienne sont autant d’actes à mettre à son crédit.
En 1862, il convainc le maire de Roanne Charles Bouiller de faire construire un nouvel hôtel de ville ; Édouard Corroyer réalise le projet, qui s'achève en 1874. Il préside, en 1864 à Roanne, l’inauguration de l’église Notre-Dame-des-Victoires et fait obtenir à cette ville une chambre de commerce. Il est aussi à l’origine de l’obtention par la ville de la croix de la Légion d’honneur. Jean-Gilbert Victor Fialin de Persigny permet en outre à la ville de Roanne de récupérer, par décret, les archives du duché de Roannais.

### Le terme de la vie d'un homme d'action
En 1870, la guerre franco-prussienne et la défaite de Sedan, le 2 septembre provoquèrent la chute de l’Empire et la proclamation de la République, le 4 septembre. Ces événement mirent un terme à sa carrière.
Abandonnant la politique, il se consacra à la rédaction de ses « Mémoires » qui ne furent publiés qu'en 1896, après sa mort. Homme courageux, assumant et revendiquant même tout l’héritage de l’Empire, y compris celui du coup d’État du 2 décembre 1851, après cette vie « politiquement correcte » et malgré sa disgrâce auprès de l’impératrice, il ne renia jamais son prince et il eut l’amertume d'assister à la fin du rêve pour lequel il avait vécu et combattu.
Victor de Persigny mourut à l'hôtel du Luxembourg (actuel hôtel Méridien) sur la promenade des Anglais à Nice le 12 janvier 1872.
Il fut inhumé au cimetière de Saint-Germain-Lespinasse, le 12 août 1872. Le lendemain des funérailles arriva ce télégramme de Napoléon III, exilé en Angleterre : « Mon Cher Persigny, J'apprends avec peine l'état de votre santé. J'espère que vous pourrez triompher de la maladie mais en attendant votre guérison, je tiens à vous dire que j'oublie ce qui a pu nous diviser pour ne me souvenir que des preuves de dévouement que vous m'avez données pendant de longues années. Croyez à ma sincère amitié ».
Son tombeau au cimetière de Saint-Germain-Lespinasse ayant été gravement endommagé par la tempête de 1999 a été reconstruit à l'identique grâce à une subvention exceptionnelle émanant du conseil général de la Loire et du ministre de l'Intérieur.
La succession de sa veuve, comtesse de V.S., donna lieu à une vente mobilière aux enchères publiques du 4 au 12 mai 1891 à l'hôtel Drouot à Paris avec l'expert Charles Manheim.
Napoléon III aurait dit de lui : « L’Impératrice est légitimiste, Morny est orléaniste, le prince Napoléon est républicain et je suis moi-même socialiste. Il n’y a qu’un seul bonapartiste, c’est Persigny, et il est fou. ». L'homme est plus complexe que cette boutade, c'était notamment un spécialiste de cette nouveauté du temps, les campagnes électorales.
Les papiers personnels de Victor de Persigny et de la famille Persigny sont conservés aux Archives nationales à Pierrefitte-sur-Seine sous la cote 44AP1 à 44AP30.

## Descendance
De son mariage avec Eglé Ney de La Moskowa sont nés cinq enfants :
- Lyonette Fialin de Persigny (1853-1880), mariée le 15 novembre 1876 à Paris avec Philippe Fischer de Chevriers (1850-1915), comte romain et de Chevriers, sans postérité ;
- Jean Fialin de Persigny (1855-1885), 2e duc de Persigny[14], ancien élève de l'École spéciale militaire de Saint-Cyr (promotion Dernière de Wagram, 1875-1877), sous-lieutenant au 118e régiment d'infanterie de ligne, sans postérité ;
- Marie-Eugénie Fialin de Persigny (1857-1909), mariée le 15 novembre 1877 à Paris avec Joseph Friedmann (1850-1904), baron de Friedland, rentier, avec postérité éteinte ;
- Marguerite Fialin de Persigny (1861-1916), mariée le 14 mars 1881 à Paris avec Albert von Schlippenbach (1846-1920), baron de Schlippenbach, officier de marine et consul de Russie au Japon, sans postérité ;
- Thérèse Fialin de Persigny (1868-1898), mariée le 30 mars 1892 à Paris avec Pierre Gautier (1858-1927), maire de Nice de 1922 à 1927, sans postérité.

## Iconographie
Une médaille posthume à l'effigie de Victor de Persigny a été réalisée par le graveur Louis-Charles Bouvet (1808-1887). Un exemplaire en est conservé au musée Carnavalet (ND 0412).

## Décorations

### Décoration française
- Grand-croix de la Légion d'honneur

### Décorations étrangères
- Grand-croix de l'ordre de Dannebrog
- Grand-croix de l'ordre royal constantinien de Saint-Georges
- Grand-croix de l'ordre de Saint-Étienne de Hongrie
- Chevalier grand-croix de l'ordre des Saints-Maurice-et-Lazare
- Chevalier 1re classe de l'ordre du Médjidié

## Sources
- Michel Lévy, Dictionnaire de la conversation et de la lecture, Volume 14, Michel Lévy Frères, Paris, 1857.
- Victor Duruy, Histoire populaire contemporaine de la France, volume 2, Hachette, 1865 (lire en ligne).
- « Victor de Persigny », dans Adolphe Robert et Gaston Cougny, Dictionnaire des parlementaires français, Edgar Bourloton, 1889-1891 [détail de l’édition].
- Pascal Clément, Persigny, l'homme qui a inventé Napoléon III, Perrin, 2006.